# Дорога с кипарисом и звездой
«Дорога с кипарисом и звездой» — картина Винсента Ван Гога, известная также как «Просёлочная дорога в Провансе ночью», написанная в мае 1890 года. Последняя работа художника, законченная им в Сен-Реми-де-Прованс. В настоящее время хранится в музее Крёллер-Мюллер, расположенном на территории национального парка Де-Хоге-Велюве.
В одном из писем своему брату Тео Ван Гог упоминает, что кипарисы всегда занимали его мысли красотой контура и пропорциями, напоминающими египетский обелиск. Известно также, что он намеревался написать ночной пейзаж с деревьями со времени пребывания в Арле в 1888 году.
Существует мнение, что на создание картины повлияла христианская аллегория «Путешествие Пилигрима в Небесную Страну», на что указывает визуально выделенная дорога и кипарис. Картина — не единственная у художника, где он разрабатывает тему кипариса и, как на ряде других, он изображает дерево выходящим за верх холста. В июне 1890 года, уже находясь в Овер-сюр-Уаз, Ван Гог пишет своему приятелю Гогену, что тема картины схожа с темой «Христа на Масличной горе», написанного Гогеном в 1889 году.
Согласно искусствоведу Кэтлин Пауэрс Эриксон, в «Дороге с кипарисом и звездой» Ван Гог выразил ещё более сильное ощущение скорой смерти, чем в предыдущей работе — «Звёздной ночи», на что указывают еле заметная вечерняя звезда у левого края холста, растущая Луна справа и кипарис, словно «обелиск смерти» разделяющий эти символы рождения и смерти, а странники в правом нижнем углу указывают на потребность Ван Гога в дружеском плече. Искусствовед Наоми Мюллер, разделяющая мнение об ощущении Ван Гогом приближения смерти, рассматривает картину как описание человеческой жизни в контексте вечности и бесконечности, а вечерняя звезда с растущей Луной придаёт земной сцене космическую перспективу, создавая образ разумной вселенной, наполненной любовью.
Вид ночного неба может отражать соединение Меркурия с Венерой 20 апреля 1890 года, которые, находясь на угловом расстоянии 3° друг от друга и 4° от Луны, имели совместную яркость, сопоставимую с Сириусом.